# Dubí (nádraží)
Dubí je dopravna D3 (někdejší železniční stanice) na jihozápadním okraji města Dubí v okrese Teplice v Ústeckém kraji nedaleko Zálužeckého potoka. Jedná se o úvraťovou dopravnu na neelektrizované jednokolejné Moldavské horské dráze. Od prosince 2011 je zde provozována pravidelná osobní doprava pouze o víkendech, svátcích a školních prázdninách. V budově funguje  železniční muzeum.

## Historie
Nádraží bylo vybudováno jako součást trati Pražsko-duchcovské dráhy (PDE) ze starého nádraží v Mostu, kudy od roku 1870 procházela trať společnosti Společnost c.k. privilegované Ústecko-teplické dráhy na trati z Ústí nad Labem do Chomutova, ve směru na Moldavu a dále do Saska. Provoz úseku z Hrobu přes Dubí na Moldavu byl zahájen 6. prosince 1884. Kvůli finanční náročnosti a zadlužení PDE stavbu trati platil stát a provoz od počátku zajišťovaly Císařsko-královské státní dráhy (kkStB). Nově postavené nádraží vzniklo jako úvraťová stanice dle typizovaného stavebního vzoru. Přeshraniční úsek do Saska byl uveden do provozu 18. května 1885.
PDE byla definitivně zestátněna roku 1892, trať byla od té doby pod správou kkStB. Za 1. světové války byla v provozu unikátní nákladní lanovka, která vedla na nádraží v Dubí z vojenského rudného dolu na Cínovci. Po roce 1918 pak správu přebraly Československé státní dráhy.
V březnu 1927 se u nádraží zřítilo osobní letadlo Junkers D 876 na zpátečním letu linky Berlín–Drážďany–Praha–Vídeň. Pilot ztratil přehled kvůli mlze. Jak on, tak mechanik i pět cestujících nehodu přežilo. Na palubě letadla byl tehdy první ředitel Lufthansy Erhard Milch, pozdější nacistický polní maršál a jedna z vůdčích osobností Luftwaffe.
V roce 1945 zde došlo k nehodě, když strojvůdce, který zřejmě neznal trať, stanicí projel a za úvratí narazil do skály.
Na konci kolejiště zde bývala točna, měla průměr 14,65 m. Vlivem sesuvu v 70. letech však byla zavalena.

## Popis
Nachází se zde dvě nekrytá jednostranná úrovňová nástupiště, k příchodu k vlakům slouží přechody přes koleje.